# فيك سنيل
فيك سنيل (بالإنجليزية: Vic Snell)‏ (مواليد 29 أكتوبر 1927 - الوفاة 19 أغسطس 2009)